# Cantone di Montbard
Il Cantone di Montbard è una divisione amministrativa dell'arrondissement di Montbard.
A seguito della riforma approvata con decreto del 18 febbraio 2014, che ha avuto attuazione dopo le elezioni dipartimentali del 2015, è passato da 28 a 57 comuni.

## Composizione
I 28 comuni facenti parte prima della riforma del 2014 erano:
- Arrans
- Asnières-en-Montagne
- Athie
- Benoisey
- Buffon
- Champ-d'Oiseau
- Courcelles-lès-Montbard
- Crépand
- Éringes
- Fain-lès-Montbard
- Fain-lès-Moutiers
- Fresnes
- Lucenay-le-Duc
- Marmagne
- Montbard
- Montigny-Montfort
- Moutiers-Saint-Jean
- Nogent-lès-Montbard
- Quincerot
- Quincy-le-Vicomte
- Rougemont
- Saint-Germain-lès-Senailly
- Saint-Rémy
- Seigny
- Senailly
- Touillon
- Villaines-les-Prévôtes
- Viserny

Dal 2015 i comuni appartenenti al cantone sono i seguenti 57:
- Alise-Sainte-Reine
- Arrans
- Asnières-en-Montagne
- Athie
- Benoisey
- Boux-sous-Salmaise
- Buffon
- Bussy-le-Grand
- Champ-d'Oiseau
- Charencey
- Corpoyer-la-Chapelle
- Courcelles-lès-Montbard
- Crépand
- Darcey
- Éringes
- Étais
- Fain-lès-Montbard
- Fain-lès-Moutiers
- Flavigny-sur-Ozerain
- Fontaines-les-Sèches
- Fresnes
- Frôlois
- Gissey-sous-Flavigny
- Grésigny-Sainte-Reine
- Grignon
- Hauteroche
- Jailly-les-Moulins
- Lucenay-le-Duc
- Marigny-le-Cahouët
- Marmagne
- Ménétreux-le-Pitois
- Montbard
- Montigny-Montfort
- Moutiers-Saint-Jean
- Mussy-la-Fosse
- Nesle-et-Massoult
- Nogent-lès-Montbard
- Planay
- Pouillenay
- Quincerot
- Quincy-le-Vicomte
- La Roche-Vanneau
- Rougemont
- Saint-Germain-lès-Senailly
- Saint-Rémy
- Salmaise
- Seigny
- Senailly
- Source-Seine
- Thenissey
- Touillon
- Venarey-les-Laumes
- Verdonnet
- Verrey-sous-Salmaise
- Villaines-les-Prévôtes
- La Villeneuve-les-Convers
- Viserny